# 罗致焕
罗致焕（1941年3月18日—），男，朝鲜族，黑龙江海伦人，中国速度滑冰运动员，中国首位速滑世界冠军。1984年被评为中国成立35周年来的杰出运动员，曾两次获得体育运动荣誉奖章，1994年被评为“建国45周年体坛45英杰”。
罗致焕是1998年长野冬奥会、2008年北京奥运会和2009年哈尔滨第22届世界大学生冬季运动会的火炬接力传递手。他同时也是2022年北京冬季奥运会奥林匹克会旗持旗手。

## 生平
罗致焕于1941年3月18日出生于中国黑龙江省伊春海伦县的农村，今為海伦市。1960年入黑龙江队，同年入选国家队；1961年在挪威奥斯陆国际速滑赛中获得男子500米第2名、3000米第2名和全能第3名；1962年在莫斯科世界锦标赛上，获得男子全能第6和500米第5名、1500米第4名；1963年在第57届世界速滑锦标赛上，以2分09秒2的成绩打破世界锦标赛男子1500米的世界纪录，成为中国第一位世界速滑冠军，同时也是中国第一位冰雪项目和冬季项目世界冠军。1970年，罗致焕开始出任黑龙江省一队教练；1980年被选为中国滑冰协会副主席；1985年出任国家女队教练。

## 战绩
- 1959年，全国第一届冬季运动会男子5000米和10000米比赛的第1名、1500米第2名和全能第6名
- 1960年，全国冰上运动会男子5000米、10000米和全能第2名、500米第3名
- 1961年、1962年、1963年、1965年全国速滑比赛男子全能亚军
- 1961年，挪威奥斯陆国际速滑赛中男子500米第2名、3000米第2名和全能第3名
- 1962年，莫斯科世界锦标赛男子全能第6和500米第5名、1500米第4名
- 1963年，第57届世界速滑锦标赛上男子1500米速滑冠军
- 1964年，全国速滑男子全能冠军
- 1964年，芬兰世界锦标赛男子500米第3名